# Amazon Web Services
Amazon Web Services (AWS) ist ein US-amerikanischer Cloud-Computing-Anbieter, der 2006 als Tochterunternehmen des Online-Versandhändlers Amazon.com gegründet wurde. Zahlreiche populäre Dienste wie beispielsweise Dropbox, Netflix, Foursquare oder Reddit greifen auf die Dienste von Amazon Web Services zurück. 2017 stufte Gartner AWS als führenden internationalen Anbieter im Cloud Computing ein.

## Geschichte
AWS wurde 2006 gestartet, um Entwicklern eine IT-Infrastruktur auf Abruf anbieten zu können; im Fokus standen von Beginn an vornehmlich Unternehmen und weniger Endanwender. Das Unternehmen benötigte für den Betrieb seiner E-Commerce-Plattform selbst global verteilte Rechenzentren und hochverfügbare Dienste sowie Schnittstellen zu anderen Anwendungen, die mit Amazon Web Services auch Dritten bereitgestellt werden sollten. Amazon ging diesen Schritt aber nicht, um seine Kapazitäten besser auszulasten. Der erste AWS-Dienst für virtuelle Server wurde an einem Standort des Unternehmens in Südafrika konzipiert.
Amazon Web Services werden teilweise kostenlos angeboten. Im November 2010 wurde ein Programm namens Free Usage Tier gestartet, das Rechenleistung (750 Stunden) und andere beliebte AWS-Dienste in begrenztem Ausmaß beinhaltet. Nach Ablauf des ersten Jahres müssen Kunden auf einen kommerziellen Tarif wechseln und die üblichen Gebühren entrichten. Die Einführung eines kostenlosen Kontingents wurde allgemein als Reaktion auf OpenStack gesehen, das insbesondere vom konkurrierenden Unternehmen Rackspace forciert wird.
Amazon betreibt zudem in Deutschland, Rumänien und den Niederlanden Entwicklungszentren, in denen an künftigen Technologien für AWS gearbeitet wird. In Frankfurt am Main betreibt der Konzern drei Rechenzentren. In der Schweiz hat sich AWS in Zürich (seit 2016), Genf (seit 2017) und Bern (seit 2022) niedergelassen.
Im Oktober 2021 erhielt AWS den Großauftrag der britischen Geheimdienste (MI5, MI6 und GCHQ), ein Cloud-System für geheime Daten in Großbritannien aufzubauen.

## Bestandteile

### Server
Bei der EC2 (Elastic Compute Cloud) handelt es sich um virtuelle Server, die entweder mit einer Linux-Distribution oder Microsoft Windows Server laufen. Sie besitzen keine feste Vertragslaufzeit und werden stundenweise oder sogar sekundenweise abgerechnet.
Es stehen mehrere Tarife zur Auswahl, die sich anhand des verfügbaren Arbeitsspeichers und der Compute Units, die virtuellen Prozessoren entsprechen, unterscheiden. Im Vergleich zu anderen Anbietern sind Instanzen virtueller Maschinen nicht persistent. Das heißt, der Inhalt des Arbeitsspeichers wird beim Stoppen der Instanz gelöscht.

### Speicher
S3 (Simple Storage Service) ist ein Filehosting-Dienst, der theoretisch beliebig große Datenmengen speichern kann und nach Verbrauch abgerechnet wird. Der Zugriff erfolgt über HTTP/HTTPS. Amazon hat das Konzept der Buckets und Objects zuerst eingeführt, das Verzeichnissen und Dateien ähnelt und sich als Standard etabliert hat, den auch andere Anbieter nachahmen.
Außerdem bietet Amazon mit Elastic File System Netzlaufwerke und mit Glacier Archivierung von Dateien. Amazon verspricht eine „99,999999999“-prozentige Haltbarkeit der Daten.
Amazon Elastic Block Store (EBS) stellt Speicher auf Blockebene bereit, der an Amazon EC2-Instanzen angehängt werden kann.
Um den Transfer großer Datenmengen zu erleichtern, stellt AWS mit dem Service Snowball mietbare Festplattenspeicher zur Verfügung, auf die große Datenmengen kopiert werden können und per Paketdienst zurückgeschickt werden. Der Transfer sehr großer Datenmengen (einige hundert Terabyte bis Petabyte) in die Cloud erfolgt somit deutlich schneller.

### Netzwerk
CloudFront ist ein Content Delivery Network, das Inhalte aus anderen AWS-Diensten wie beispielsweise EC2 oder S3 global verteilt bereitstellen kann, um die Zugriffszeit zu reduzieren. Der Dienst ist auf das HTTP(S)-Protokoll eingeschränkt und wird nach abgerufenen Gigabyte in Abhängigkeit von der jeweiligen Region berechnet. Je nach Konfiguration können einzelne Dateien oder ganze Domains über CloudFront bereitgestellt werden, optional auch verschlüsselt über TLS. Die TLS-Zertifikate werden von Amazon Trust Services ausgestellt.
Zusätzlich betreibt Amazon unter dem Namen Route 53 einen Domain Name Service, der die wechselseitige Übersetzung von IP-Adressen und Domains ermöglicht. Die Abrechnung wird nach genutzten Zonen gestaffelt.

### Datenbank
Als virtuelle Datenbank kann entweder SimpleDB oder Relational Database Service (kurz RDS) genutzt werden. Erstere ist für die Ablage einfacher – das heißt nicht relationaler – Informationen gedacht, die sich in Form von Objekten und Eigenschaften strukturieren lassen. SimpleDB befindet sich laut Amazon immer noch im Betatest, während RDS offiziell unterstützt wird.
Der Relational Database Service beinhaltet eine virtuelle Datenbank, die entweder auf MySQL, Microsoft SQL Server oder Oracle basiert. Während SimpleDB ausschließlich nach dem verbrauchten Speicher abgerechnet wird, setzten sich die Tarife von Amazon RDS aus Speicher und Rechenleistung der gewählten Instanz zusammen.

### Entwicklung
Amazon bietet mit Elastic Beanstalk eine PaaS für Java, Python, Docker und weitere Plattformen. Zusätzlich werden mit Simple Workflow Service (SWS), Simple Email Service (SES), Simple Queue Service (SQS) oder Simple Notification Service (SNS) weitere Dienste für Entwickler bereitgestellt.
Letzterer eignet sich beispielsweise dazu, Benachrichtigungen über bestimmte Ereignisse anderer AWS-Dienste per E-Mail oder SMS zu versenden. Ferner können Anwendungen auf Amazon Web Services im sogenannten AWS Marketplace bereitgestellt werden, wo sie durch Dritte gebucht werden können.

### Verzeichnis
AWS Identity and Access Management (IAM genannt) ist ein Verzeichnisdienst zur Verwaltung von Benutzern und Ressourcen in einer Organisation. Ohne Amazon IAM beschränkt sich die Anmeldung auf beliebige AWS-Dienste auf das persönliche Amazon-Konto, das administrative Rechte gewährt und im produktiven Einsatz möglicherweise ein Sicherheitsrisiko darstellt. Mit Hilfe von Identity and Access Management lassen sich Benutzer anlegen, in Gruppen zusammenfassen und ihr Zugriff auf nahezu alle AWS-Dienste wie zum Beispiel EC2 oder S3 regeln.

### Verwaltung
In den letzten Jahren hat Amazon zahlreiche Webservices entwickelt, welche der Verwaltung des Kernangebots dienen. Beispielsweise wurde im Mai 2009 mit Amazon CloudWatch die Möglichkeit eingeführt, virtuelle Server auf EC2 zu überwachen und gegebenenfalls anhand der Auslastung den gewählten Tarif und dessen Ressourcen automatisch anzupassen (Skalierbarkeit). Seit Anfang 2012 kann mit Amazon Direct Connect eine dedizierte Netzwerkverbindung zu Amazon Web Services hergestellt werden, die über dritte Webhoster realisiert wird und den Transfer großer Datenmengen erleichtern sowie die IT-Sicherheit und den Datenschutz verbessern soll.

### Sonstiges
Während alle übrigen Dienste auf technischen Dienstleistungen basieren, bildet Amazon Mechanical Turk (nach der englischen Bezeichnung des Schachtürken) eine Ausnahme: Dort können Aufträge eingestellt werden, die sich in kleine Aufgaben stückeln lassen und durch Menschen abgearbeitet werden. Das schließt beispielsweise einfache Suchaufträge im World Wide Web ein oder die Korrektur von Rechtschreibfehlern in einzelnen Sätzen. Auch für die Erkennung von Objekten auf Bildern (etwa Mensch oder Tier) wird Mechanical Turk häufig verwendet. Der Dienst befindet sich immer noch im Betatest.

## Datenschutz
Weil Amazon ein US-amerikanisches Unternehmen ist, steht Amazon Web Services wie vergleichbare Dienste im Bezug auf den Datenschutz seit Jahren in Deutschland in der Kritik. Um das Problem zu kompensieren, bietet Amazon sogenannte Regionen an, die wiederum in Availability Zones unterteilt sind und physischen Standorten für die Speicherung von Daten entsprechen.
Beispielsweise können für Amazon EC2 die Regionen Irland (eu-west-1) und Frankfurt am Main (eu-central-1) gewählt werden, sodass Instanzen nur dort ausgeführt werden. Seit 2007 stehen Regionen außerhalb der Vereinigten Staaten auch für Amazon S3 zur Verfügung. In der EU befindliche Server schützen jedoch nicht vor Zugriff von US-amerikanischen Behörden im Rahmen des Cloud Acts.
Um den Datenschutz zu verbessern, gewährt Amazon Entwicklern außerdem ausdrücklich die Möglichkeit, auf AWS hinterlegte Daten selbst noch einmal zu verschlüsseln – auch bei Verwendung eines offiziellen Software Development Kits. Großen Unternehmen wird die Verwendung von Hardwareverschlüsselung mit individuellen Komponenten gestattet.
Sofern die Dienste für personenbezogene Daten verwendet werden, handelt es sich um eine Auftragsdatenverarbeitung. Nach Art. 28 DS-GVO muss der Auftragnehmer dem Verantwortlichen nicht nur alle nötigen Informationen bereitstellen, er muss ihm auch eigene Inspektionen ermöglichen, d. h. der Auftraggeber selbst zu auditieren oder einen Auditor zu benennen. Die Vereinbarungen der DPA für die AWS erfüllen diese Voraussetzungen aber nicht. Ein Artikel in der DuD weist auf elf Rechtsverstöße bei der Auftragsverarbeitung mittels Amazon Web Services hin.

## Kritik
Immer wieder wurden gravierende Sicherheitslücken in Amazon Web Services bekannt, weshalb die Plattform von Experten kritisch beurteilt wird. Außerdem wurde 2013 bekannt, dass Amazon einen Großauftrag der CIA erhalten habe und deren Public Cloud betreiben werde, was weitere Zweifel am Datenschutz des Angebots aufkommen ließ. Amazon setzte sich mit AWS bei der Vergabe gegen IBM und andere Bewerber durch.
Im Dezember 2010 wurde Amazon Web Services kurzzeitig von WikiLeaks genutzt, um die Last auf ihren eigenen Servern zu reduzieren. Diese waren aufgrund der Veröffentlichung diplomatischer Depeschen unter Druck geraten und konnten die Inhalte zeitweise überhaupt nicht mehr ausliefern. Amazon sperrte kurze Zeit nach Bekanntwerden des Kundenverhältnisses den Zugriff für WikiLeaks, da dort laut einer offiziellen Stellungnahme des Unternehmens „illegales Material“ bereitgestellt wurde. Beobachter gingen allerdings von politischem Druck als maßgeblichem Grund aus, insbesondere seitens des Senators Joe Lieberman. Die Entscheidung Amazons wurde öffentlich kontrovers beurteilt und erreichte breite mediale Aufmerksamkeit.
Amazon gibt an, seine Rechenzentren nach den branchenüblichen Verfahren zu schützen, insbesondere vor Stromausfällen. Allerdings steht das Unternehmen in der Kritik, da dennoch immer wieder gravierende Probleme auftreten. So führte beispielsweise ein Blitzschlag im August 2011 dazu, dass Dienste im irischen Rechenzentrum nicht verfügbar waren und daraufhin zahlreiche andere Onlinedienste ausfielen. Der Fall erregte breite Aufmerksamkeit, da neben Amazon auch Microsoft betroffen war. Im Juli 2012 trat ein ähnlicher Fehler auf, der zwar durch die Notstromversorgung aufgefangen wurde, die wiederum aber wenig später ebenfalls eine technische Störung aufwies. Nach dem dreifachen Ausfall wurden Amazon mangelnde Tests seiner Systeme vorgeworfen. Im August 2013 störte ein Ausfall unter anderem Vine und Instagram.